# Чемпионат СССР по лыжным гонкам 1953
25-й лично-командный чемпионат СССР по лыжным гонкам проходил в Свердловске с 10 по 15 марта 1953 года. Соревнования проводились по девяти дисциплинам — гонки на 10, 18, 30, 50 км, эстафета 4×10 км, бег патрулей 30 км (мужчины), гонки на 5 и 10 км, эстафета 4х5 км (женщины).

## Медалисты

### Мужчины
|                    | Золото                                                             | Серебро                                                             | Бронза                                                                      |
| ------------------ | ------------------------------------------------------------------ | ------------------------------------------------------------------- | --------------------------------------------------------------------------- |
| Гонка на 10 км     | Терентьев Фёдор Советская Армия Москва                             | Колчин Павел «Динамо» Москва                                        | Кузнецов Алексей «Колхозник» Горький                                        |
| Гонка на 18 км     | Кузин Владимир Советская Армия Ленинград                           | Кузнецов Алексей «Колхозник» Горький                                | Чернев Герман «Динамо» Москва                                               |
| Гонка на 30 км     | Протасов Михаил Советская Армия Москва                             | Смирнов Василий «Динамо» Москва                                     | Оляшев Владимир ВМС Москва                                                  |
| Гонка на 50 км     | Борин Анатолий Советская Армия Свердловск                          | Шелюхин Анатолий «Красное Знамя» Кострома                           | Павлов Илья Советская Армия Минск                                           |
| Эстафета 4х10 км   | Москва Баранов Виктор Колчин Павел Оляшев Владимир Терентьев Фёдор | Москва Смирнов Василий Кротов Василий Чернев Герман Морозов Петр    | Ленинград Козлов Николай Хасаншин Равиль Масленников Юрий Кузин Владимир    |
| Бег патрулей 30 км | Москва Бучин Виктор Кузнецов Петр Самошин Иван Шиганов Павел       | РСФСР Кандаков Анатолий Мухин Лев Удилов Георгий Соловьев Александр | Москва Володин Пётр Николаев Аркадий Матюшенков Валентин Жаворонков Тимофей |

### Женщины
|                 | Золото                                                                | Серебро                                                                      | Бронза                                                                 |
| --------------- | --------------------------------------------------------------------- | ---------------------------------------------------------------------------- | ---------------------------------------------------------------------- |
| Гонка на 5 км   | Ватина Любовь «Искра» Ленинград                                       | Нургаева Радья «Локомотив» Москва                                            | Попова Маргарита «Искра» Ленинград                                     |
| Гонка на 10 км  | Ватина Любовь «Искра» Ленинград                                       | Нургаева Радья «Локомотив» Москва                                            | Попова Маргарита «Искра» Ленинград                                     |
| Эстафета 4х5 км | Ленинград Ватина Любовь Попова Маргарита Мухина Анна Царева Валентина | РСФСР Сушина Софья Малофеева Александра Акишина Евгения Плотникова Анастасия | Москва Жаворонкова Мария Поликарпова Мария Болотова Зоя Нургаева Радья |